# Lauren De Ruyck

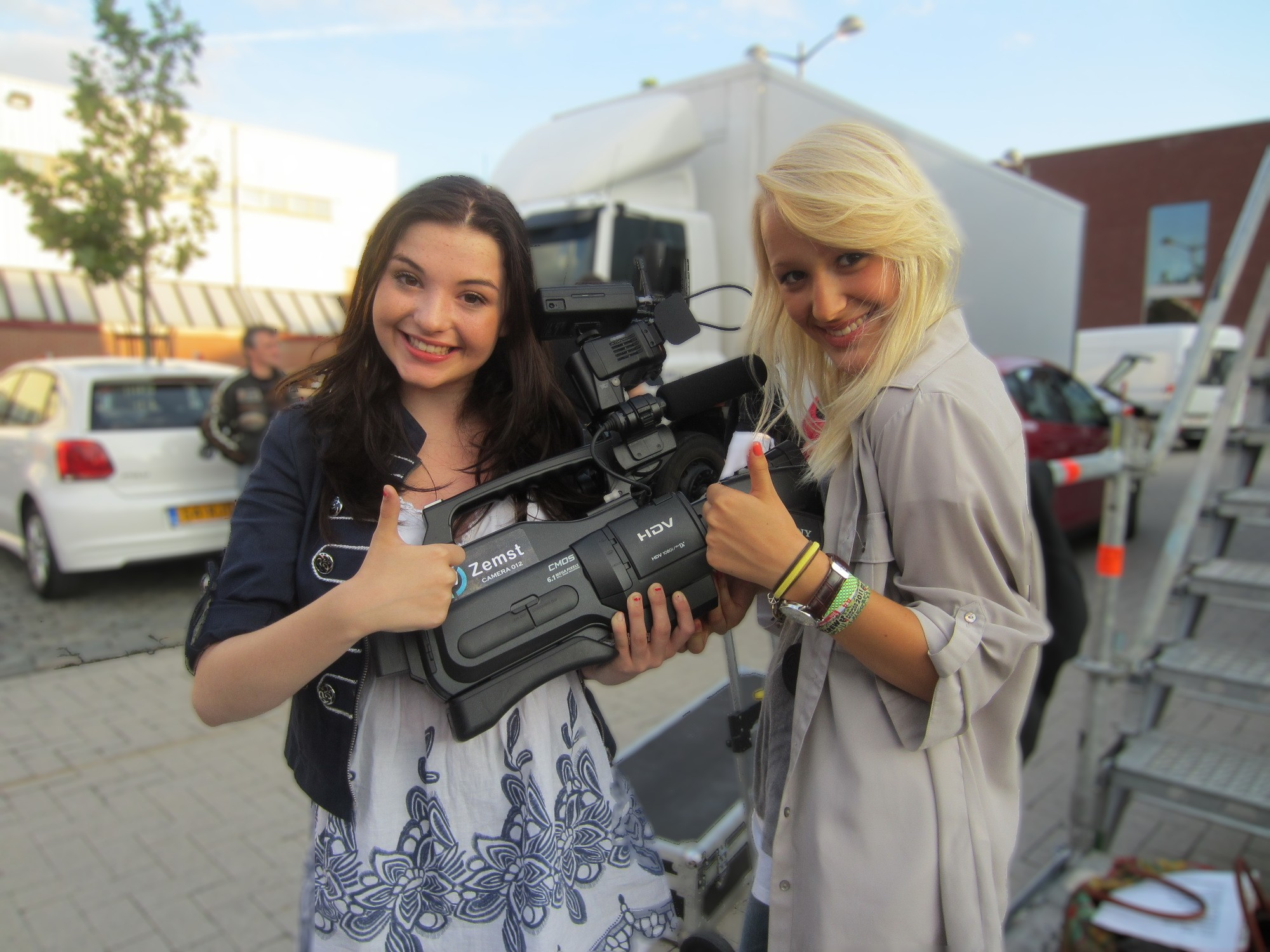
Lauren De Ruyck (links) mit Jill Van Vooren (2011)

Lauren De Ruyck (* 10. August 1995 in Gent) ist eine belgische Sängerin und Schauspielerin.
De Ruyck wuchs im Genter Stadtteil Drongen auf und trat bereits in jungen Jahren in Musicals auf. Größere Bekanntheit erlangte sie im Frühjahr 2010, als sie an der Musikshow Ketnetpop des flämischen Kinderfernsehsenders Ketnet teilnahm. Einige Monate später nahm sie zusammen mit Jill Van Vooren an der Ketnet-Show Junior Eurosong 2010 teil. Die Sängerinnen, die sich durch ihre Teilnahme an Ketnetpop kennenlernten, traten als Jill & Lauren mit dem Lied Get up! an. Das Lied haben sie zusammen mit Peter Gillis, Alain Vande Putte und Miguel Wiels geschrieben. Sie gewannen die Show und durften somit Belgien beim Junior Eurovision Song Contest 2010 vertreten. In Minsk belegte Get up! den siebten Platz unter vierzehn Teilnehmern.
Nach ihrer Teilnahme am JESC wirkte De Ruyck erneut in Musicals mit, so spielte sie die Rolle der Bielke in Anatevka und war als Sara in Domino zu sehen, einem Musical, das auf den Liedern von Clouseau basiert. Von 2011 bis 2014 verkörperte sie in der von Studio 100 produzierten Fernsehserie Galaxy Park über drei Staffeln die Rolle der Femke Goossens. Dafür wurde sie mit dem Gouden K, einer von Ketnet verliehenen Auszeichnung, bedacht. Eine kleinere Rolle hatte sie in der VTM-Serie Binnenstebuiten. 2012 unterschrieb De Ruyck in London einen Plattenvertrag und veröffentlichte unter dem Pseudonym Lauren Anny J mehrere Singles, die aber kommerziell wenig erfolgreich waren.
2015 nahm De Ruyck an der Fernsehshow K3 zoekt K3 teil, die von VTM und SBS 6 ausgestrahlt wurde, nachdem die bisherigen Mitglieder der Girlgroup K3 verkündet hatten, die Gruppe zu verlassen. Sie erreichte das Finale, wurde aber nicht in die neu besetzte Band gewählt. Nach dem Finale gab sie bekannt, dass sie ihre Gesangskarriere vorerst beenden und sich auf ihr Studium der Psychologie an der Universität Gent konzentrieren wird.

## Singles
- 2010: Get up! (mit Jill van Vooren; BEL/Flandern: #24)
- 2013: RSVP (als Lauren Anny J)
- 2013: Girl Like You (als Lauren Anny J)